# Kanton Lanvallay
Der Kanton Lanvallay (bretonisch: Lanvalae) ist seit 2015 ein französischer Kanton im Arrondissement Dinan, im Département Côtes-d’Armor und in der Region Bretagne; sein Hauptort ist Lanvallay.

## Geschichte
Der Kanton entstand mit der Neuordnung der Kantone in Frankreich im Jahr 2015. Die Gemeinden gehörten früher zu den Kantonen Évran (8 Gemeinden), Dinan-Ouest (6 Gemeinden) und Dinan-Est (3 Gemeinden).

## Lage
Der Kanton liegt im Osten des Départements Côtes-d’Armor.

## Gemeinden
Der Kanton besteht aus zehn Gemeinden mit insgesamt 21.354 Einwohnern (Stand: 1. Januar 2022) auf einer Gesamtfläche von 222,78 km²:
| Gemeinde             | Bretonisch              | Einwohner (2022) | Fläche (km²) | Code postal | Code Insee |
| -------------------- | ----------------------- | ---------------- | ------------ | ----------- | ---------- |
| Bobital              | Bowidel                 | 1.143            | 4,99         | 22100       | 22008      |
| Brusvily             | Bruzivili               | 1.155            | 11,83        | 22100       | 22021      |
| Calorguen            | Kerorgen                | 722              | 8,48         | 22100       | 22026      |
| Évran                | Evrann                  | 1.787            | 23,56        | 22630       | 22056      |
| Lanvallay            | Lanvalae                | 4.235            | 14,61        | 22100       | 22118      |
| Le Hinglé            | An Hengleuz             | 912              | 3,37         | 22100       | 22082      |
| Le Quiou             | Ar C'haeoù              | 355              | 5,06         | 22630       | 22263      |
| Les Champs-Géraux    | Maez-Geraod             | 1.053            | 19,09        | 22630       | 22035      |
| Pleudihen-sur-Rance  | Pleudehen               | 2.974            | 24,55        | 22690       | 22197      |
| Plouasne             | Plouan                  | 1.749            | 33,61        | 22830       | 22208      |
| Saint-André-des-Eaux | Sant-Andrev-an-Doureier | 395              | 5,24         | 22630       | 22274      |
| Saint-Carné          | Sant-Karneg             | 1.140            | 8,36         | 22100       | 22280      |
| Saint-Hélen          | Sant-Haelen             | 1.535            | 17,02        | 22100       | 22299      |
| Saint-Judoce         | Sant-Yuzeg              | 590              | 10,19        | 22630       | 22306      |
| Saint-Juvat          | Sant-Yuvad              | 649              | 17,41        | 22630       | 22308      |
| Tréfumel             | Trefermel               | 279              | 5,81         | 22630       | 22352      |
| Trévron              | Treveron                | 681              | 9,60         | 22100       | 22380      |
| Kanton Lanvallay     | Lanvallay               | 21.354           | 222,78       | -           | 2208       |

## Politik
Im 1. Wahlgang am 22. März 2015 erreichte keines der vier Wahlpaare die absolute Mehrheit. Bei der Stichwahl am 29. März 2015 gewann das Gespann Michel Daugan (Union de la droite)/Véronique Meheust (UMP) gegen Martine Bugeaud/Jean-Louis Nogues (beide DVG) mit einem Stimmenanteil von 50,35 % (Wahlbeteiligung:57,81 %).
| Vertreter im conseil général des Départements | Vertreter im conseil général des Départements | Vertreter im conseil général des Départements |
| Amtszeit                                      | Name                                          | Partei                                        |
| --------------------------------------------- | --------------------------------------------- | --------------------------------------------- |
| 2015–                                         | Michel Daugan Véronique Meheust               | Union de la droite UMP                        |